# Daunorubicină
Daunorubicina este un agent chimioterapic din clasa antraciclinelor și este utilizat în tratamentul unor forme de cancer. Calea de administrare disponibilă este cea intravenoasă.
Molecula a fost izolată inițial din specia Streptomyces peucetius din genul Streptomyces și a fost aprobată pentru uz medical în Statele Unite ale Americii în anul 1979. Se află pe lista medicamentelor esențiale ale Organizației Mondiale a Sănătății.

## Utilizări medicale
Daunorubicina este utilizată în tratamentul următoarelor forme de cancer:
- leucemie mieloidă acută (LMA), în asociere cu citarabină[11]
- leucemie limfocitară acută (LLA)
- leucemie mieloidă cronică (LMC)
- sarcom Kaposi, la pacienții cu SIDA